# Achrysocharoides niveipes
Achrysocharoides niveipes är en stekelart som först beskrevs av Thomson 1878.  Achrysocharoides niveipes ingår i släktet Achrysocharoides och familjen finglanssteklar. Arten är reproducerande i Sverige. Inga underarter finns listade i Catalogue of Life.